# جينجر زي
جينجر رين كولونوموس (بالإنجليزية: Ginger Renee Colonomos)‏ هي مذيعة وعالمة أرصاد جوية أمريكية ولدت في يوم 13 يناير 1981 في أورانج في كاليفورنيا. تشغل حالياً منصب مديرة الأخبار الجوية لقناة إيه بي سي نيوز.